# Калиев хидрид
Калиевият хидрид, KH, е неорганично съединение. То е бяло твърдо вещество и силна основа, използвана в органичния синтез, както и изключително реактивоспособно съединение.

## Получаване
Калиевият хидрид се получава при директно взаимодействие между калий и водород:
2 K + H2 → 2 KH
Тази реакция е открита от Хъмфри Дейви скоро след откриването на калият, който отбелязал, че металът се изпарява в поток на водород при загряване под температурата му на кипене.
Калиевият хидрид е разтворим в разтопени хидроксиди (като натриев хидроксид) и смеси на соли, но не и в органични разтворители.

## Реакции
KH взаимодейства с вода по уравнението:
KH + H2O → KOH + H2
Калиевият хидрид е основа, по-силна от натриев хидрид. Използва се за депротонизиране на някои карбонилни съединения и амини до респективно еноли (алкеноли) и амиди.

## Безопасност
KH се самозапалва на въздуха, взаимодейства агресивно с киселини и се запалва при контакт с оксиданти, включително кислород и други газове.